# Bud Shank
Bud Shank (Dayton, 1926. május 27. – Tucson, 2009. április 2.) amerikai szaxofonos, fuvolás.

## Pályakép
Shank tíz éves korától klarinétozni, tizennégy éves korától szaxofonozni tanult. Egy észak-karolinai főiskolán tanult. 1947-ben az Egyesült Államok nyugati partjára ment, és kezdetben Charlie Barnet-vel tenorszaxofonozott. Ezután 1950-51 ben Stan Kentonnal dolgozott.
A katonai szolgálata után 1953-ban Gerry Mulligan együttesével készített lemezeket. 1953-56 között a Lighthouse All Stars zenekar állandó tagja volt. Chet Bakerrel és Miles Davisszel készültek felvételei. Ezután saját kvartettjét vezette. Fellépett Shorty Rogersszel, Pete Rugoloval, Teddy Charlesszal, June Christy-vel, Bob Cooperrel is, a Flute and Oboe konceptalbumon pedig Shelly Manne-nal és Maynard Fergusonnal.
1957-ben európai turnéra ment Zoller Attilával, Albert Mangelsdorffal és Gary Peacockkal. Az 1960-as évek közepétől egy ideig stúdiózenész volt. Brazil és más latin albumokon dolgozott, többek között például Sergio Mendesszel is. Fuvolaszólót játszott a The Mamas & the Papas California Dreamin című művében.
1974-ben megalakította a The L.A. Fourt (Ray Brown, Jeff Hamilton,  Laurindo Almeida), akikkel aztán több mint egy évtizeden át koncertezett. 1962-ben Ravi Shankarral, később pedig Kimio Eto japán koto-játékossal játszott.
Noha az 1950-es években Shank altszaxofonososként jelentős figyelmet kapott Európában. Az 1950-es években a könnyed nyugatiparti hangzás ideális képviselője volt szaxofonon, de az 1980-as évektől már az erőteljesebb és teltebb hangok jellemezték. Aztán olyan fiatal zenészekkel is játszott, mint Lewis Nash és Cyrus Chestnut. 2005-ben megalakította a Bud Shank Big Bandet.
2009-ben még egy új albumot vett fel San Diegoban.

## Albumok
- MusicBrainz
- AllMusic

## Filmek
- Bud Shank az IMDb-n

## Díjak
- Négyszeres nyertese a National Academy of Recording Arts and Sciences (NARAS) díjnak.[13]

## Fordítás
Ez a szócikk részben vagy egészben  a   Bud Shank című német Wikipédia-szócikk ezen változatának fordításán alapul.  Az eredeti cikk szerkesztőit annak laptörténete sorolja fel. Ez a jelzés csupán a megfogalmazás eredetét és a szerzői jogokat jelzi, nem szolgál a cikkben szereplő információk forrásmegjelöléseként.